# Толкуны
Толкуны — деревня в Демидовском районе Смоленской области России. Входит в состав Пересудовского сельского поселения. Население — 440 жителей (2007 год). 
Расположена в северо-западной части области в 24 км к юго-востоку от Демидова, в 25 км восточнее автодороги Р133 Смоленск — Невель, на берегу реки Свадица. В 43 км южнее деревни расположена железнодорожная станция Ракитная на линии Москва — Минск. 

## История
В годы Великой Отечественной войны деревня была оккупирована гитлеровскими войсками в июле 1941 года, освобождена в сентябре 1943 года.